# Bernard Iché
Bernard Iché est un footballeur français né le 6 septembre 1946 à Béziers (Hérault). Il joue au poste de gardien de but du milieu des années 1960 au milieu des années 1970.
Formé au RSC Anderlecht, il effectue la majorité de sa carrière en division 2 au sein de l'AS Béziers.

## Biographie
Bernard Iché est le fils d'un rugbyman de l'AS Béziers surnommé « lo mamèto ». Il effectue sa formation de gardien de but au sein du club belge du RSC Anderlecht.
Il revient en 1965 à Béziers et commence sa carrière professionnelle à l'AS Béziers, club de division 2. En 1968, il signe à l'AC Ajaccio qui évolue en division 1 où il se retrouve en concurrence avec Dominique Baratelli.
Bernard Iché rejoint en 1970 l'autre club ajaccien, le GFCO Ajaccio évoluant en division 2 puis l'année suivante, signe à l'Olympique avignonnais dirigé par Louis Hon. Il retrouve la division 1, et Louis Hon, en 1972 en s'engageant avec le Paris FC.
En 1973, il retourne à l'AS Béziers. Il rejoint en 1975 le FC Lorient. Il met un terme à sa carrière professionnelle en fin de saison 1977 à cause d'une blessure au genou.
Il est, depuis 1994, producteur viticole à Béziers.

## Statistiques
Le tableau ci-dessous résume les statistiques en match officiel de Bernard Iché durant sa carrière de joueur professionnel.
| Saison      | Club              | Pays   | Championnat | Championnat | Championnat | Coupes nationales | Coupes nationales |
| Saison      | Club              | Pays   | Division    | Matchs      | Buts        | Matchs            | Buts              |
| ----------- | ----------------- | ------ | ----------- | ----------- | ----------- | ----------------- | ----------------- |
| 1965 - 1966 | AS Béziers        | France | Division 2  | 28          | 0           | -                 | -                 |
| 1966 - 1967 | AS Béziers        | France | Division 2  | 5           | 0           | -                 | -                 |
| 1967 - 1968 | AS Béziers        | France | Division 2  | 5           | 0           | -                 | -                 |
| 1968 - 1969 | AC Ajaccio        | France | Division 1  | 11          | 0           | -                 | -                 |
| 1969 - 1970 | AC Ajaccio        | France | Division 1  | 7           | 0           | 1                 | 0                 |
| 1970 - 1971 | GFC Ajaccio       | France | Division 2  | 30          | 0           | -                 | -                 |
| 1971 - 1972 | Olympique Avignon | France | Division 2  | 30          | 0           | 6                 | 0                 |
| 1972 - 1973 | Paris FC          | France | Division 1  | 20          | 0           | 4                 | 0                 |
| 1973 - 1974 | AS Béziers        | France | Division 2  | 15          | 0           | 1                 | 0                 |
| 1974 - 1975 | AS Béziers        | France | Division 2  | 22          | 0           | 1                 | 0                 |
| 1975 - 1976 | FC Lorient        | France | Division 2  | 17          | 0           | 1                 | 0                 |
| 1976 - 1977 | FC Lorient        | France | Division 2  | 4           | 0           | -                 | -                 |
| Total       | Total             | Total  | Total       | 194         | 0           | 14                | 0                 |